# Makomanai Open Stadium
El Makomanai Open Stadium es un estadio de usos múltiples ubicado en la ciudad de Sapporo, en la isla Hokkaidō, Japón. Fue inaugurado el 26 de octubre de 1972 y posee una capacidad para 17.300 espectadores. El estadio acogió las ceremonias de apertura y clausura de los Juegos Olímpicos de Invierno de 1972, así como las competiciones de Patinaje de velocidad sobre hielo.
En 2001, la propiedad del Estadio Makomanai pasó del estado a la Prefectura de Hokkaidō, la empresa inmobiliaria Seikusui Heim adquirió los derechos del nombre el 1 de abril de 2007 y renombró el estadio como Makomanai Sekisui Heim Stadium.
El estadio se edificó dentro de un gran foso de forma ovalada, de modo que la pista de hielo y la parte inferior de las gradas de los espectadores quedan por debajo del nivel del suelo. De esta forma, el estadio encaja bien en el parque y es apenas visible desde el exterior. La pista de patinaje de velocidad consta de dos carriles de 440 m de largo y un ancho total de 16 m. La longitud de la recta es de 111.94 m, el radio del carril principal es de 25 m.
Durante la temporada de invierno, el estadio se utiliza para patinaje sobre hielo y, ocasionalmente, como sede de competiciones de patinaje de velocidad. Durante el resto del año, hay disponibles ocho canchas de tenis o dos de fútbol sala, según las necesidades.
A lo largo de su historia también ha albergado los Juegos Asiáticos de Invierno de 1986 y de 1990, y la Universiadas de invierno de 1991.